# Station Néchin
Station Néchin is een voormalig spoorwegstation langs spoorlijn 75A (Moeskroen-Froyennes) in Néchin, een deelgemeente van de gemeente Estaimpuis.

## Reizigerstellingen
De grafiek en tabel geven het gemiddeld aantal instappende reizigers weer op een week-, zater- en zondag.
| Tabel: aantal instappende reizigers station Néchin | Tabel: aantal instappende reizigers station Néchin | Tabel: aantal instappende reizigers station Néchin | Tabel: aantal instappende reizigers station Néchin |
|                                                    | Weekdag                                            | Zaterdag                                           | Zondag                                             |
| -------------------------------------------------- | -------------------------------------------------- | -------------------------------------------------- | -------------------------------------------------- |
| 1977                                               | 126                                                | 39                                                 | 30                                                 |
| 1978                                               | 141                                                | 39                                                 | 50                                                 |
| 1979                                               | 142                                                | 48                                                 | 22                                                 |
| 1980                                               | 163                                                | 49                                                 | 43                                                 |
| 1981                                               | 155                                                | 57                                                 | 55                                                 |
| 1982                                               | 208                                                | 43                                                 | 63                                                 |
| 1983                                               | 206                                                | 31                                                 | 45                                                 |
| 1984                                               | 81                                                 | -                                                  | -                                                  |
| 1985                                               | 59                                                 | -                                                  | -                                                  |
| 1986                                               | 53                                                 | -                                                  | -                                                  |
| 1987                                               | 52                                                 | -                                                  | -                                                  |
| 1988                                               | 56                                                 | -                                                  | -                                                  |
| 1989                                               | 59                                                 | -                                                  | -                                                  |
| 1990                                               | 42                                                 | -                                                  | -                                                  |
| 1991                                               | 41                                                 | -                                                  | -                                                  |
| 1992                                               | 47                                                 | -                                                  | -                                                  |

0,0: Moeskroen ·
2,1: Herzeeuw-Plaats ·
3,4: Herzeeuw ·
6,9: Leers-Nord ·
9,4: Néchin ·
12,5: Templeuve ·
15,6: Froyennes